# إي. بي. بومونت
إي. بي. بومونت (بالإنجليزية: E. B. Beaumont) هو مدرب رياضي أمريكي، ولد في 2 أكتوبر 1868 في Fort McKavett, Texas ‏ في الولايات المتحدة، وتوفي في 20 أكتوبر 1934 في بنسيلفانيا في الولايات المتحدة.